# Husseren-Wesserling
Husseren-Wesserling är en kommun i departementet Haut-Rhin i regionen Grand Est (tidigare regionen Alsace) i nordöstra Frankrike. Kommunen ligger i kantonen Saint-Amarin som tillhör arrondissementet Thann. År 2022 hade Husseren-Wesserling 1 032 invånare.

## Befolkningsutveckling
Antalet invånare i kommunen Husseren-Wesserling
| Referens: INSEE |